# Обнажённая в солнечном свете
«Обнажённая в солнечном свете» (фр. Torse, effet de soleil) — картина французского художника Пьера Огюста Ренуара. 
Это совершенно импрессионистская картина, в которой используются преимущественно основные и дополнительные цвета и совершенно отсутствует чёрный цвет. Цветовые пятна, полученные при помощи мелких цветных мазков, дают характерный эффект слияния, когда мы несколько отдаляемся от картины. Впервые показана на Второй выставке импрессионистов в 1876 году, где получила очень резкие отзывы критиков. В частности, Альбер Вольф писал в «Le Figaro»: «Внушите господину Ренуару, что женское тело — это не нагромождение разлагающейся плоти с зелеными и фиолетовыми пятнами, которые свидетельствуют о том, что труп уже гниет полным ходом!». Использование зелёного, жёлтого, охры, розового и красного тонов для изображения кожи шокировало публику. Далеко не все оказались готовыми к восприятию того факта, что тени должны быть цветными, наполненными светом.
Картину купил маршан и художник Гюстав Кайботт, который позже купит «Качели» и «Бал в Мулен де ла Галетт», представленные Ренуаром на Третьей выставке импрессионистов в 1877 году. После смерти Кайботта в 1894 году эти три картины перейдут в государственные собрания.
Для картины позировала Анна Лебер, вскоре после этого умершая от оспы.